# 七十空性論
《七十空性論》，又稱《七十論》，大乘佛教論書，作者為龍樹。內容講述一切法自性空的道理。梵文本已失傳，古代未傳入中國，現存版本來自藏傳佛教，民國時法尊法師曾將其漢譯。

## 內容
全書計有七十三首偈頌。
此論是《中論》第七品的餘論。《中論》<觀三相品第七>第35頌説：“如幻亦如夢，如乾闥婆城，所說生住滅，其相亦如是”。此偈是指生、住、滅三有为相，如幻如夢，皆無自性。引起學人的質疑：《中論》说“生、住、滅沒有自性”，但佛經说“有生、住、滅三有为相”。所从龍樹造此論来说明，佛说有生、住、滅等種種诸法，都是依着世間名言而説的，并不是因为它的本身别有自性而説它为有的